# سد ألبرز
سد ألبرز: أو سد لفور هو أحد السدود المائية الواقعة في الشمال الإيراني، والذي يُستَخدَم لحجز مياه ثلاثة أنهار تتقاطع في منطقة دئوتك في محافظة مازندران الإيرانية، يصل ارتفاع السد إلى 72 متراً ويروي 45 ألف هكتار بالإضافة إلى  220 قرية وبلدة في المنطقة، يعبر نهر (بابولرود) مناطق جبلية وسهلية والتي تُعتبَر من أجمل المناظر الطبيعية في الشمال الإيراني.

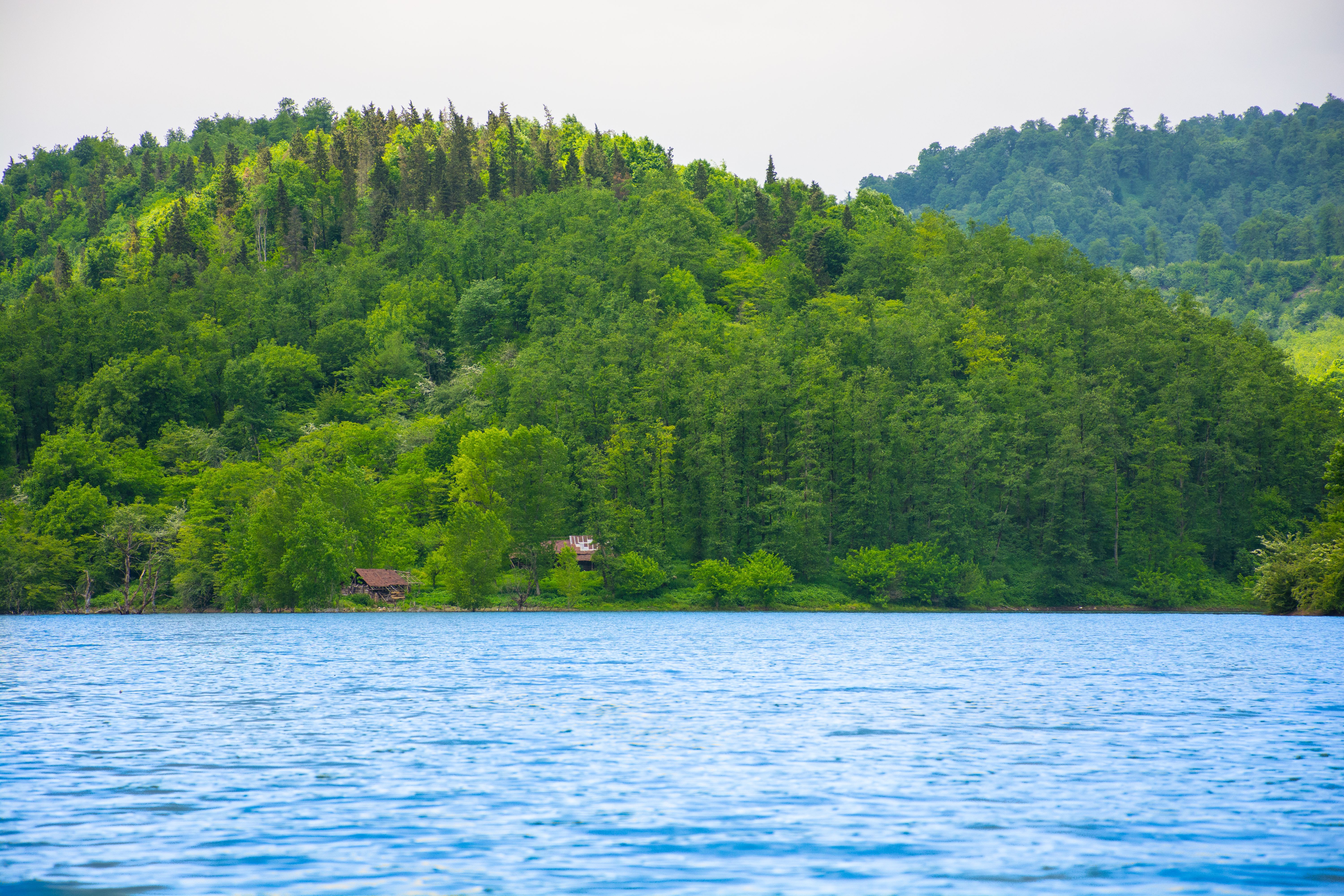
بحيرة سد ألبرز، او كما يسمى سد لفور

## تاريخ السد
خلال السنوات الأخيرة لحكومة محمد رضا بهلوي، أُجريَت دراسات أولية ودراسات جدوى حول بناء سد مائي على نهر بابولرود في مدينة بابُل، ولكن مع اندلاع الثورة الإسلامية الإيرانية في عام 1979م فقد تم نسيان وترك بناء السد في منطقة ليفبفر حتى عام 1995م، فقد اتخذت حكومة السيد هاشمي رفسنجاني قراراً حاسماً ببنائه، وبتغيير موقع البناء من بُابل إلى منطقة في أعلى المرتفعات، وهي منطقة ليفبفر، فقد تم تنفيذ الخطة والمتمثلة ببناء السد والتي انتهت بتشييده وتشغيله.

## أنظر ايضاً
- سد لار
- سد الرستن
- سد الروافعة
- سد مأرب
- سد كاريبا